# Арнулф I
Арнулф I Велики (на нидерландски: Arnulf I de Grote) е третият граф на васалната на Западнофранкското кралство Фландрия, управлявал от 918 до 965 година.

## Произход
Арнулф е роден около 889 година. Той е син и наследник на Балдуин II Плешиви и Елфтрит, дъщеря на краля на Уесекс Алфред Велики.

## Управление
След смъртта на баща си през 918 година Арнулф наследява Графство Фландрия, а по-малкият му брат Адалолф става негов васал като граф на Булон.
В началото на своето управление Арнулф застава на страната на каролингския крал Карл Прости в конфликта с претендента Робер I и взема участие в битката при Соасон през 923 година. Малко по-късно преминава на другата страна и подкрепя Раул срещу нормандския херцог Ролон, съюзник на Карл Прости.
Арнулф продължава политиката на баща си за постепенно териториално разширение на югозапад. През 931 година той завзема замъка Мортан, а през 932 година – Атрехт. След смъртта на брат си Адалолф през 933 година той установява контрол и над неговите владения. През 934 година се помирява с графовете на Вермандоа и се жени за Адел, дъщерята на граф Ербер II.
Като съюзник на парижкия граф Юг Велики и бъдещия император Ото I срещу крал Луи Отвъдморски Арнулф успява да отнеме Монтрьой от законния му граф Ерлюен, но той скоро си го връща с помощта на нормандския херцог Вилхелм Дългия меч. По време на среща между двамата през 942 година Арнулф организира убийството на Вилхелм, след което организира коалиция срещу неговия наследник Рихард Безстрашни, в която влизат Ото I и Людовик Отвъдморски, на когото Арнулф става верен съюзник.

### Конфликт с император Ото І
По съвет на Арнулф, Ото I обсажда град Руан, но в хода на обсадата губи своя племенник. Чувствайки недоволството на своя съюзник, Арнулф напуска лагера на обсаждащите Руан. За отмъщение Ото I опустошава земите на доскорошния си съюзник и разрушава големия фламандски град Гент. Там той изгражда нов замък, в който установява свой гарнизон, и изгражда Отоновия ров като граница на императорските владения във Фландрия. По-късно Ото и Арнулф постигат споразумение и Арнулф отново получава сюзеренитет над Гент. През 948 година той окончателно присъединява Монтрьой, а през 950 година – и Дуе, където изгражда църквата „Свети Аме“.

### Наследник
През 958 година Арнулф свиква събрание на Щатите в Гент, където обявява за съуправител на графството своя син Балдуин, а самият той се оттегля от активна дейност, поради напредналата си възраст. През 962 година Балдуин умира, а синът му Арнулф е съвсем малък, така че Арнулф Велики отново поема управлението. През следващите години той присъединява към графството владението Ламбр в замяна на помощта, оказана на епископа на Камбре срещу бунтуващите се срещу него гилдии.

### Отношения с църквата
По време на своето управление Арнулф Велики основава църквата в Торхаут и построява параклиса „Свети Йоан“ в Гент. Той довежда във Фландрия бенедиктинския монах Жерар от Брон, който реформира много от манастирите в неговите владения – „Свети Бавон“ и „Свети Петър“ в Гент, „Свети Бертан“ в Сент Омер, „Свети Аман“.

### Смърт
Арнулф I Велики умира на 27 март 965 година. Той е наследен от своя внук Арнулф II.

## Брак и деца
Арнулф и Адел дьо Вермандоа имат пет деца:
- Хилдегард (ок. 935 – 990), омъжена около 945 година за Дирк II, граф на Холандия
- Егберт (ок. 937 – 953)
- Лиутгард (ок. 938 – 964), омъжена през 950 година за Вихман II (IV), граф на Хамаланд и Гент
- Балдуин III (ок. 940 – 962), граф на Фландрия като съуправител на Арнулф I Велики
- Елфтруд (?), омъжена през 964 година за Зигфрид Датчанина, първия граф на Гин